# Willem VII van Angoulême
Willem VII van Angoulême (overleden in 1186) was van 1181 tot aan zijn dood graaf van Angoulême. Hij behoorde tot het huis Taillefer.

## Levensloop
Willem VII was de tweede zoon van graaf Willem VI van Angoulême en diens tweede echtgenote Margaretha, dochter van burggraaf Raymond I van Turenne.
In 1181 werd hij na het overlijden van zijn oudere broer Wulgrin III graaf van Angoulême. Hierbij negeerde hij de erfrechten van zijn nicht Mathilde, de dochter van Wulgrin, die de steun kreeg van Richard Leeuwenhart, de hertog van Aquitanië.
Hij overleed rond 1186, ongehuwd en kinderloos. Willem werd hierdoor opgevolgd door zijn jongere broer Adhémar.